# Васильевка (Гомельский район)
Васильевка (бел. Васі́льеўка) — посёлок в Гомельском районе Гомельской области Республики Беларусь. В составе Терешковичского сельсовета.

## География
Расстояние до Гомеля 18 км. 
Ближайшие населённые пункты Пристороны, Новая Бухаловка (1 км), Сож (1 км), Куты (2 км), Старая Бухаловка (2 км), Орленск (2 км), Борец (3 км), Терешковичи (3 км), Калинино (3 км), Ольховка (3 км) и др.

### Транспортная сеть
Пролегает автомобильная дорога Н-18350.

### Гидрография
Недалеко протекает река Уть.

## История
27 июля 2012 года на территории Терешковичского сельсовета Гомельского района образован сельский населённый пункт посёлок Васильевка (на белорусском языке — пасёлак Васiльеўка).

## Население

### Численность
- 2019 год — 86 жителей

### Динамика
- 2019 год — 86 жителей (перепись населения)

## Инфраструктура
- Дом-интернат для престарелых и инвалидов "Васильевка"